# Siem de Jong
Siem Stefan de Jong (ˈsim də ˈjɔŋ; nascut el 28 de gener de 1989) és un jugador de futbol professional neerlandès ja retirat, germà del també futbolista Luuk de Jong, que jugava com a mitjapunta o segon davanter.